# Lazzaro Spallanzani
Lazzaro Spallanzani (Scandiano, 1729. január 10. – Pavia, 1799. február 12.) olasz zoológus, fizikus, biológus. Zoológiai szakmunkákban nevének rövidítése: „Spallanzani”.

## Élete
Bolognában tanult, aztán természettudományokat tanult Reggióban, Paviában és Modenában és új fölfedezéseivel számos hallgatót gyűjtött maga köré. 1694-ben a Leopoldina Német Természettudományos Akadémia tagjává választották. 1779-ben beutazta Svájc egy részét, 1785-ben utazást tett Konstantinápolyba, Korfura és Ciprusra. Megírta ezen vidékek sajátosságait geológiai és természetrajzi szempontból. Mint zoológus főleg a gerinctelen állatokat tanulmányozta és több fajt neveztek el róla. Miután a régi Trója vidékét és Németország egy részét is beutazta, Bécsbe ment II. József császárhoz és onnét vissza Paviába. Legnevezetesebb munkája: Viaggi alle due Sicilie e in alcune parti degli Appenini (6 kötet, Pavia, 1792-97; németül 5 kötet, Lipcse, 1795-98).

## Írásai

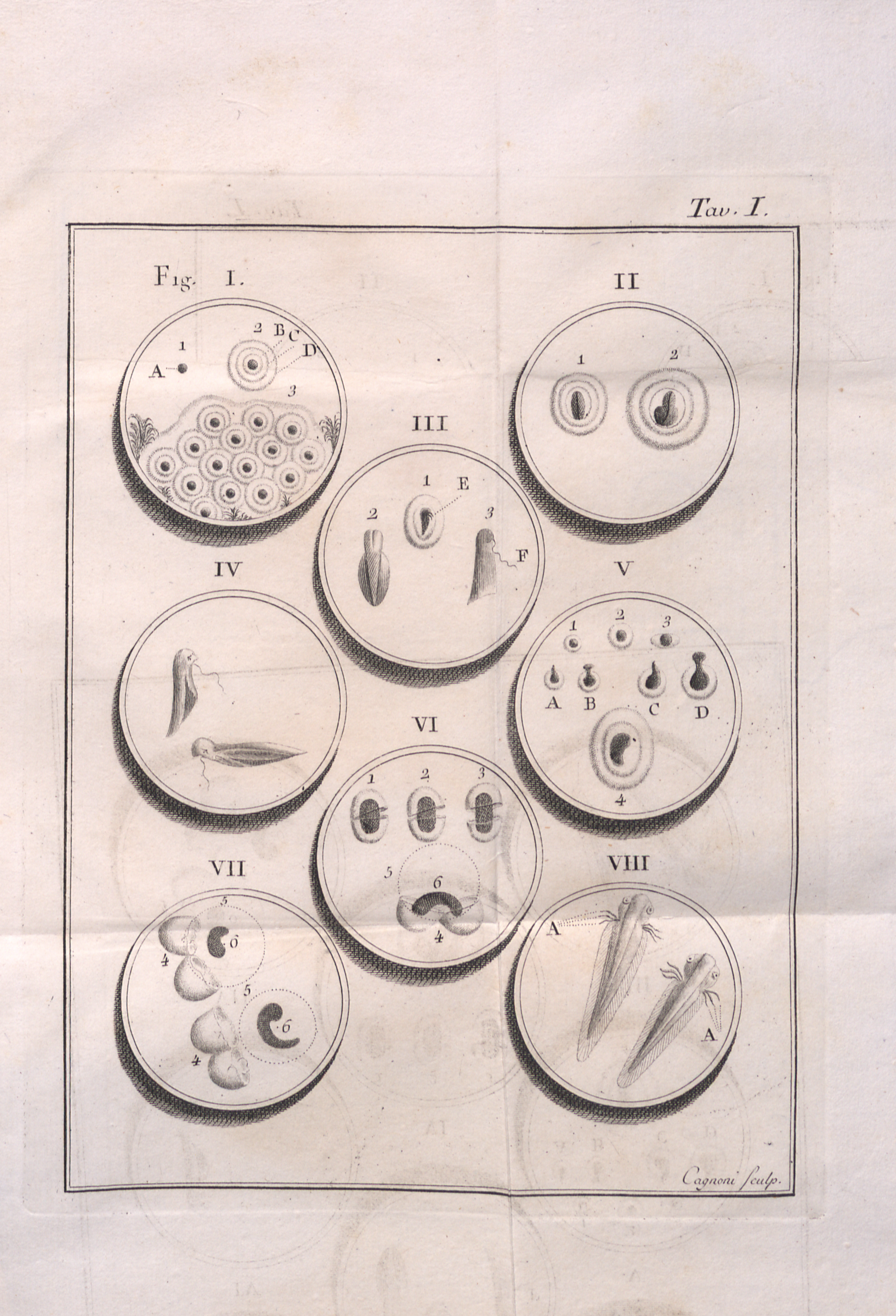
Dissertazioni di fisica animale e vegetabile, 1780

- Dell'azione del cuore nei vasi (1768)
- Opusculi de fisica animale e vegetabile (Modena 1776)
- Dissertazioni di fisica animale e vegetale (1780)
- Viaggi alle due Sicilie ed in alcune parti dell' Appenino (1792)
- De lapidibus ab aqua resilentibus (~1750)
- Teljes kiadás: Edizione nazionale delle opere di Lazzaro Spallanzani.[12] Szerkesztette Pericle Di Pietro és mások.[13] Mucchi Editore, Modena, 1984ff. (2020-ig 39 kötet jelent meg.)